# 高野進
高野 進（たかの すすむ、1961年5月21日 - ）は、日本の陸上競技選手、指導者。男子400mの元日本記録保持者である。静岡県富士宮市出身。富士市立吉原商業高等学校、東海大学体育学部卒業。東海大学大学院修了。東海大学体育学部競技スポーツ学科専任教授、東海大学陸上競技部監督。日本スプリント学会会長。日本陸上競技連盟理事。北京オリンピックおよびロンドンオリンピック陸上競技日本選手団監督。

## 経歴・人物
富士宮市麓生まれ。高校から陸上競技に本格的に取り組む。当初は棒高跳を専門にしていたが高校1年時の練習中にひざを故障、足が速かったこともあって短距離に転向し、400mを中心としたスプリンターとなる。東海大学進学時は文学部に入学したが後に体育学部へ進み、学部卒業の後は大学院修了を経て母校の講師に就任した。1991年の世界選手権400mは決勝進出を果たして45秒39で7位入賞。1992年のバルセロナ五輪400mでも決勝進出、日本のオリンピック短距離選手として1932年ロサンゼルス五輪の吉岡隆徳以来となる60年ぶりのファイナリストとなり45秒18で8位入賞の成績を残した。
オリンピックはロサンゼルス・ソウル・バルセロナ、世界選手権はヘルシンキ・ローマ・東京といずれも3大会連続で出場した。アジア競技大会は1982年ニューデリー大会、1986年ソウル大会、1990年北京大会の3大会連続で選出され、400mはニューデリー・ソウルの2大会連続で優勝するなど4枚の金メダルを獲得した。日本選手権は200mを1度（1983年）、400mで7度（1982、1985-88、1991-92年）の優勝を飾った。
日本記録は200mと4×100mリレーをそれぞれ1回、4×400mリレーを2回、そして400mは1982年5月の第61回関東学生陸上で46秒51を記録して以来13回にわたって更新した。
1991年第75回日本選手権400m決勝で記録した44秒78は30年以上の長きに渡って日本記録としてあり続け、男子陸上競技のトラック五輪種目の中では最古に記録されたものとなっていたが、2023年8月20日、第19回世界陸上競技選手権大会（ハンガリー・ブダペスト）男子400m予選において佐藤拳太郎（富士通）が44秒77を出したことにより32年ぶりに記録を更新された。決勝のレースを終えた直後の高野に対して、妻が「私が彼に金メダルをあげたい」というねぎらいの言葉を掛けた。ボーカルの渡瀬マキがそのやり取りを収めた映像に感動したことがきっかけで、LINDBERGより「every little thing every precious thing」の誕生となった。
1994年にアリゾナ大学へ1年間留学、この渡米中にカール・ルイスのコーチであったトム・テレツから理論指導を受けている。1995年から母校の陸上競技部短距離ブロックコーチを務め、1996年1月に競技生活を引退した後は母校を拠点に研究を続けている。コーチとして末續慎吾、宮崎久、山口有希、塚原直貴らを指導。末續を世界選手権200mの日本人初メダリスト、日本記録・アジア記録保持者へと育て上げた。また2003年に発足した日本オリンピアンズ協会の理事を務めた。
2005年には当時読売ジャイアンツの選手だった清原和博に下半身トレーニングのコーチをした。
2006年には神奈川県厚木市にレストランを開業している。2007年3月に日本陸上競技連盟理事に就任。強化委員会短距離部長、2007年3月から2012年9月までは強化委員長を務め、オリンピック・世界選手権の陸上競技日本選手団監督を歴任した。2008年に特定非営利活動法人日本アスレティックスアカデミー（現・日本ランニング振興機構）を設立して理事長を務め、日産スタジアム・アスレティクスアカデミーなどの陸上教室を開催して幅広い年齢層を対象に陸上の楽しさを教えている。

## 主な成績
| 年                                                        | 大会           | 場所         | 種目   | 結果           | 記録      | 備考         |
| --------------------------------------------------------- | -------------- | ------------ | ------ | -------------- | --------- | ------------ |
| 1982                                                      | アジア競技大会 | ニューデリー | 200m   | 6位            | 21秒68    |              |
| 1982                                                      | アジア競技大会 | ニューデリー | 400m   | 1位            | 46秒65    |              |
| 1983                                                      | 世界選手権     | ヘルシンキ   | 400m   | 二次予選3組5着 | 47秒06    |              |
| 1983                                                      | 世界選手権     | ヘルシンキ   | 4×400m | 準決勝1組6着   | 3分07秒11 |              |
| 1984                                                      | オリンピック   | ロサンゼルス | 400m   | 準決勝1組8着   | 45秒88    |              |
| 1984                                                      | オリンピック   | ロサンゼルス | 4×400m | 準決勝1組8着   | 3分10秒73 |              |
| 1986                                                      | アジア競技大会 | ソウル       | 400m   | 1位            | 45秒00    | 日本新記録   |
| 1986                                                      | アジア競技大会 | ソウル       | 4×400m | 1位            | 3分02秒33 | アジア新記録 |
| 1987                                                      | 世界選手権     | ローマ       | 400m   | 二次予選2組5着 | 45秒81    |              |
| 1988                                                      | オリンピック   | ソウル       | 400m   | 準決勝1組5着   | 44秒90    |              |
| 1988                                                      | オリンピック   | ソウル       | 4×100m | 準決勝1組5着   | 38秒90    | 日本新記録   |
| 1988                                                      | オリンピック   | ソウル       | 4×400m | 準決勝2組6着   | 3分03秒80 |              |
| 1990                                                      | アジア競技大会 | 北京         | 200m   | 1位            | 20秒94    |              |
| 1990                                                      | アジア競技大会 | 北京         | 4×100m | 3位            | 39秒61    |              |
| 1991                                                      | 世界選手権     | 東京         | 400m   | 7位            | 45秒39    |              |
| 1991                                                      | 世界選手権     | 東京         | 4×400m | 予選1組4着     | 3分01秒26 | 日本新記録   |
| 1992                                                      | オリンピック   | バルセロナ   | 400m   | 8位            | 45秒18    |              |
| 1992                                                      | オリンピック   | バルセロナ   | 4×400m | 予選1組3着     | 3分01秒35 |              |
| 『日本陸上競技連盟七十年史』(1995), Sports Reference より |                |              |        |                |           |              |

## 著作
- 『RUNNING FASTER 高野進のニュー・スプリンティング・コンセプト 第1巻 技術編』（指導・解説：高野進、ジャパンライム、1998/8、DVD）
- 『RUNNING FASTER 高野進のニュー・スプリンティング・コンセプト 第2巻 トレーニング編』（指導・解説：高野進、ジャパンライム、1998/8、DVD）
- 『子どもの運動神経をよくする　足が速くなる!さか上がりができる!』（赤羽綾子(共著)、新星出版社、2006/8、ISBN 978-4405086067）
- 『高野進流 日本人のための二軸走法　スプリント革命』（スキージャーナル、2007/5、ISBN 978-4789961578）
- 『走れ!ニッポン人 一億三千万総アスリート計画』（文藝春秋、2007/11、ISBN 978-4163697000）
- 『陸上 短距離走パーフェクトマスター(スポーツ・ステップアップDVDシリーズ)』（新星出版社、2008/10、ISBN 978-4405086319）
- 『かけっこの科学(高野進のスポーツ科学講座)』（学研教育出版、2010/3、ISBN 978-4054034396）
- 『動いて、考えて、また動く』（光村図書刊小学校4年生上巻国語科教科書のための書き下ろし）

## 関連書籍
- 『最新陸上競技入門シリーズ 1 短距離』（宮川千秋(著)、帖佐寛章・佐々木秀幸(監修)、ベースボール・マガジン社、1992/10、ISBN 978-4583030111）
- 『ふたりはいつも愛プラスワン 400メートルに夫婦の愛を賭けて』（高野由美(著)、主婦と生活社、1993/5、前夫人による著作、ISBN 978-4391115529）
- 『末続慎吾×高野進　栄光への助走　日本人でも世界と戦える!』（折山淑美(著)、集英社、2003/12、ISBN 978-4086500517）
- 『陸上競技 (できる! スポーツテクニック)』（高野進(監修)、ポプラ社、2010/4、ISBN 978-4591116531）